# Задубрівка (річка)
Заду́брівка (Кучур)  — річка в Україні, в межах Заставнівського району Чернівецької області, а також у межах міста Чернівців. Ліва притока Шубранця (басейн Дунаю).

## Опис
Довжина 20 км, площа водозбірного басейну 50,7 км². Долина у верхів'ях порівняно глибока і вузька, в пониззі широка (в межах Чернівців невиразна). Річище слабозвивисте, у пониззі більш звивисте. Заплава переважно двобічна. Споруджено кілька ставків.

## Розташування
Задубрівка бере початок у північній частині села Малий Кучурів, серед пагорбів західної частини Хотинської височини. Тече спершу на південь, у межах міста Чернівців — переважно на південний захід. Впадає до Шубранця в Чернівцях, в районі Нова Жучка (на північ від торговельно-виставкового комплексу «Боянівка»).
Над річкою розташовані села Малий Кучурів і Задубрівка, а також північна (лівобережна) частина Чернівців.